# Cadillac Records: Music from the Motion Picture
Cadillac Records: Music from the Motion Picture – ścieżka dźwiękowa amerykańskiego filmu-musicalu Cadillac Records. Składa się z coverów utworów artystów związanych z wytwórnią Chess Records, które są wykonywane przez członków obsady filmu, a w tym m.in.: Beyoncé Knowles (jako Etta James), Eamonna Walkera (jako Howlin’ Wolfa) i Jeffreya Wrighta (jako Muddy’ego Watersa). Poza tym zawiera piosenki współczesnych artystów, w tym rapera Nasa lub siostry Knowles, Solange. Soundtrack ukazał się w jedno- oraz dwudyskowej edycji.
Album nominowany był do nagrody Grammy w kategorii najlepszy kompilacyjny soundtrack filmowy. Statuetkę dla najlepszego tradycyjnego wokalnego wykonania R&B zdobyła pochodząca z niego piosenka "At Last" Beyoncé. Nominowany do Grammy był również utwór "Once in a Lifetime", także w wykonaniu Knowles, w kategorii najlepsza piosenka filmowa. W tej samej kategorii "Once in a Lifetime" nominowana była do Złotego Globa.
Cadillac Records: Music from the Motion Picture spędził 48 tygodni na szczycie listy Top Blues Albums i rozszedł się w ponad 165 tysiącach kopii w Stanach Zjednoczonych.

## Lista utworów

### Edycja standardowa
1. "I'm a Man" – Jeffrey Wright
2. "At Last" – Beyoncé
3. "No Particular Place to Go" – Mos Def
4. "I'm Your Hoochie Coochie Man" – Jeffrey Wright
5. "Once in a Lifetime" – Beyoncé
6. "Let's Take A Walk" – Raphael Saadiq
7. "6 O'clock Blues" – Solange
8. "Nadine" – Mos Def
9. "The Sound" – Mary Mary
10. "Last Night" – Little Walter
11. "I’d Rather Go Blind" – Beyoncé
12. "My Babe" – Columbus Short
13. "Bridging the Gap" – Nas feat. Olu Dara

### Edycja deluxe[3]
Dysk pierwszy
1. "I'm a Man" – Jeffrey Wright
2. "At Last" – Beyoncé
3. "No Particular Place to Go" – Mos Def
4. "I'm Your Hoochie Coochie Man" – Jeffrey Wright
5. "Once in a Lifetime" – Beyoncé
6. "Let's Take A Walk" – Raphael Saadiq
7. "6 O'clock Blues" – Solange
8. "Nadine" – Mos Def
9. "The Sound" – Mary Mary
10. "Last Night" – Little Walter
11. "I’d Rather Go Blind" – Beyoncé
12. "My Babe" – Columbus Short
13. "Bridging the Gap" – Nas feat. Olu Dara

Dysk drugi
1. "Maybellene" – Mos Def
2. "Forty Days and Forty Nights" – Buddy Guy
3. "Trust in Me" – Beyoncé
4. "Juke" – Soul Seven & Kim Wilson
5. "Smokestack Lightnin'" – Eamonn Walker
6. "Promised Land" – Mos Def
7. "All I Could Do Was Cry" – Beyoncé
8. "My Babe" – Elvis Presley
9. "I Can't Be Satisfied" – Jeffrey Wright
10. "Come On" – Mos Def
11. "Country Blues" – Jeffrey Wright & Bill Sims Jr.
12. "Evolution of a Man" – Q-Tip & Al Kapone
13. "Radio Station" – Terence Blanchard